# 山都警察署
山都警察署（やまとけいさつしょ）は、熊本県警察所管の警察署である。

## 所管区域
- 上益城郡山都町

## 所在地
- 熊本県上益城郡山都町下馬尾414-5
- 国道218号沿い

## 沿革
- 2005年2月11日 上益城郡矢部町・清和村と阿蘇郡蘇陽町が合併し、「山都町」が誕生。これに伴い「矢部警察署」から「山都警察署」に名称を変更し、旧蘇陽町区域の管轄を高森警察署から変更。

## 駐在所
| 名称           | 読み         | 所在地                         |
| -------------- | ------------ | ------------------------------ |
| 白小野駐在所   | しらおの     | 上益城郡山都町白小野151番地1   |
| 中島駐在所     | なかしま     | 上益城郡山都町北中島2806番地16 |
| 下名連石駐在所 | しもなれいし | 上益城郡山都町下名連石595番地1 |
| 清和駐在所     | せいわ       | 上益城郡山都町米生132番地6     |
| 馬見原駐在所   | まみはら     | 上益城郡山都町馬見原128番地1   |